# Abdul Buhari
Abdul Buhari (Kano, 2 giugno 1982) è un discobolo britannico di origine nigeriana.

## Biografia
Buhari fa parte del Newham and Essex Beagles, e viene allenato da Mark Wiseman. Lavora due giorni la settimana nella Città di Londra, per conto della banca Credit Suisse, e passa il resto della settimana allenandosi a Loughborough.
Buhari ha saltato i XIX Giochi del Commonwealth a causa di un infortunio. Nel 2011 ha stabilito un nuovo primato personale con la distanza di 65,44 metri. Ha vinto gli UK Trials and Championships con un lancio di 63,32 metri, qualificandosi così per i campionati del mondo di atletica leggera di Taegu 2011 in Corea del Sud. In questi campionati lanciò a 60,21 metri nel turno di qualificazione, finendo 30º e non qualificandosi per la finale.
Buhari ha rappresentato Gran Bretagna e Irlanda del Nord nei campionati europei di atletica leggera 2012 ad Helsinki, in Finlandia, non riuscendo a raggiungere la discussa finale. Nei Triale britannici del 2012, svolti il 24 giugno a Birmingham, Buhari ha concluso al terzo posto con un lancio di 60,93 metri. Lawrence Okoye vinse quella gara con 63,43, ma Buhari si conquistò un posto per le olimpiadi del 2012, anche se Brett Morse finì secondo con 62,27. Nel luglio 2012 raggiunse lo standard di qualificazione olimpico 'A' con un lancio da 65,24 metri, durante un meeting a Barnet, Londra.
Buhari è stato scelto per partecipare nella squadra olimpica britannica del 2012, nella specialità del lancio del disco maschile, assieme ai compatrioti Lawrence Okoye e Brett Morse. La gara si svolgerà allo Stadio Olimpico di Londra il 6-7 agosto.

## Palmarès
| Anno | Manifestazione | Sede     | Evento           | Risultato | Misura  | Note |
| ---- | -------------- | -------- | ---------------- | --------- | ------- | ---- |
| 2011 | Mondiali       | Taegu    | Lancio del disco | 29º (q)   | 60,21 m |      |
| 2012 | Europei        | Helsinki | Lancio del disco | 23º       | 58,57 m |      |
| 2012 | Olimpiadi      | Londra   | Lancio del disco | 29º       | 60,08 m |      |